# Hafen Odessa
Der Hafen von Odessa (ukrainisch Одеський морський торговельний порт/ engl. 'Port of Odessa' oder 'Odessa Marine Trade Port' (OMTP)) gilt als der größte ukrainische Seehafen und einer der größten Häfen am Schwarzen Meer. 
Er hat eine jährliche Kapazität von etwa 40 Millionen Tonnen Schüttgut und 25 Millionen Tonnen Flüssiggut (Bulk liquids). Der Hafen hat Anschluss ans Eisenbahnnetz. Zum OMTP gehören auch der Hafen von Tschornomorsk (1958) und der 1973 eröffnete Südhafen von Odessa.
Das Passagierterminal wurde 2007 von etwa 4 Millionen Passagieren genutzt.

## Lage
Der Hafen liegt am Westufer der Bucht von Odessa.
Etwa in der Mitte der Hafenanlagen befindet sich die Werft „Ukraina“. Im nördlichen Teil befinden sich große Terminals für Öl und Gas; im Südteil ist ein kleineres Ölterminal inmitten eines Container-Terminals.

## Terminals

### Passagierterminal
An diesem Terminal können fünf Schiffe gleichzeitig anlegen. Die Länge der Piers beträgt zusammengenommen 1370 m. Die Wassertiefe an den Piers beträgt zwischen 9,5 und 11,5 Meter; anlegende Schiffe können bis zu 300 m lang sein.
Am Terminal gibt es Parkplätze, die rund um die Uhr bewacht werden.
Der Baukomplex hat neben Bars eine Mehrzweckhalle für Konzerte und Ausstellungen, ein Ankermuseum, ein Museum mit einer Ausstellung die Schwarzmeerflotte der Ukraine, eine Marina für Yachten, eine Tauchbasis, die Sankt-Nikolaus-Kirche, ein Vier-Sterne-Hotel, Restaurants und mehr.

### Terminal für Frachtumschlag
Das Terminal wurde am 13. Mai 2005 eröffnet.

### Containerterminal
Seit 2001 betreibt die HPC Ukraina, eine Tochtergesellschaft der HHLA, den Container Terminal Odessa (CTO). Der Containerumschlag im Jahr 2012 betrug gut 329.000 TEU (2011: 311.000 TEU).
HHLA investierte seit 2001 170 Millionen Euro in das Terminal.

### Terminal für Öl und Gas
Dieser Terminal ist das größte in der Ukraine; es wird oft 'OMTP Oil District' genannt. Er hat sechs Liegeplätze.  In der Nähe liegen große Tanks, zum Beispiel von „Eksimnaftoprodukt“ (die Import- und Export-Organisation der ehemaligen Sowjetunion), „Odesnaftoprodukt“ , „Synthes Oil“ (ein Partnerunternehmen von Eksimnaftoprodukt) und ein Komplex von „Ukrloadsystem“ (dort wird verflüssigtes Gas gespeichert).
Am Terminal können Tanker mit einer Kapazität von 1.000 bis 100.000 Tonnen anlegen. Die Piers und die Tanklager sind mit Pipelines verbunden; die Tanks haben Gleisanschlüsse und Vorrichtungen, mit denen die Kesselwagen be- und entladen werden können.
Zwei der Piers des Terminals (Nr. 4 und Nr. 7) sind speziell für Naturgas (Propan, Butan); Tanks in der Nähe fassen 6000 m3.
Pro Jahr können bis zu 700.000 Tonnen LNG (liquefied natural gas) umgeschlagen werden.
Das Öl- und Gas-Terminal insgesamt hat eine Jahreskapazität von insgesamt 25.500.000 Tonnen, davon 700.000 t Druckgas.
Der Hafen hat eine Anlage zur Reinigung/Behandlung von Ballastwasser.

## Werft Ukraina
Die Werft wurde 1793 auf Betreiben der Admiralität der damaligen russischen Schwarzmeerflotte gegründet (Odessa wurde 1794 auf Anweisung von Katharina der Großen bei der 1789 eroberten Festung angelegt).
Die Werft hat eine Fläche von 75.524 Quadratmeter; sie eignet sich für Schiffe von bis zu 30.000 Tonnen Wasserverdrängung.
Die Piers sind insgesamt 1230 m lang; 570 m davon sind für 'ship maintenance'. Die Wassertiefe vor den Piers beträgt bis zu 7,1 m.
Sechs Portalkräne können je 10 bis 30 Tonnen tragen; ein weiterer selbstfahrender Kran kann 100 Tonnen heben.

## Russische Angriffe auf Hafen von Odessa
Am 24. Februar 2022 begannen russische Truppen auf Befehl von Staatspräsident Putin den völkerrechtswidrigen Überfall auf die Ukraine 2022. 
Am 22. Juli 2022 wurde ein Getreideabkommen, das es ermöglichte, Getreide und andere Nahrungsmittel sowie Düngemittel zu exportieren. 
Im Juli 2023 verlängerte Russland dieses Abkommen nicht und begann, mittels Luftangriffen auf den Hafen von Odessa bzw. auf dortige Lebensmittelsilos diese systematisch zu zerstören. So wurden am 21. Juli 100 Tonnen Erbsen und 20 Tonnen Gerste, am 2. August 40.000 Tonnen Getreide, am 19. Juli 60.000 Tonnen Getreide, am 23. August 13.000 Tonnen Getreide durch russische Luftangriffe vernichtet. Ein weiterer Angriff erfolgte am 3. September.
Laut Angaben der Germany Trade and Invest (GTAI) vernichtete Russland allein bis Anfang August 2023 durch Angriffe auf ukrainische Hafenanlagen bzw. Silos rund 220.000 Tonnen Weizen, Mais und Erbsen. Dies tat Russland laut der GTAI, um die Ukraine dauerhaft als Getreideexporteur auszuschalten.